# Вольшке, Эдуард Густав
Эдуард Густав Вольшке (нем. Eduard Gustav Wolschke; 1850, Ибигау — 1913, Дрезден) — немецкий дирижёр.
Сын Иоганна Фридриха Вольшке (1807—1869), городского музыканта в Ибигау, затем в Кольдице.
В 1890—1904 гг. музикдиректор в Гёттингене, возглавлял городской оркестр. Здесь среди его учеников был Генрих Шахтебек.